# صنيف المناصرة (الحديدة)
صنيف المناصرة هي إحدى قرى مديرية المنصورية، التابعة لمحافظة الحديدة اليمنية، بلغ تعداد سكانها 1175 نسمة حسب الإحصاء الذي أجري عام 2004.